# Яшин, Давид Исаакович
Дави́д Исаа́кович Я́шин (26 августа 1904 — 4 февраля 1971) — советский режиссёр неигрового кино. Заслуженный деятель искусств РСФСР (1959), лауреат Сталинской премии второй степени (1951).

## Биография
Родился 13 (26) августа 1904 года.
В 1925 году окончил Государственный институт слова. В кино с 1926 года, сперва помощник режиссёра, в 1929—1932 годах — режиссёр на студии «Узбекгоскино». В 1932—1935 годах работал на «Союзкинохронике» (Московская студия кинохроники — с 1933 года), с 1935 года — режиссёр «Мостехфильма» («Моснаучфильм» — с 1945 года). Фильмы режиссёра посвящены проблемам науки и медицины.

…в научных целях собаке выпускают всю кровь, чтобы потом подключить к ней аппарат и реанимировать мёртвое тело. Режиссёр Давид Яшин снимает все шокирующие сцены с дистанцией и «врачебным взглядом», переводя зрителей в наиболее адекватный для восприятия такого материала зрительный режим.
— Алиса Насртдинова, киновед, о фильме «Опыты по оживлению организма»
Является одним из создателей киножурнала «Наука и техника», а также киножурнала «Новости сельского хозяйства» (1950).
Член Союза кинематографистов СССР.
Д. И. Яшин скончался 4 февраля 1971 года.

## Фильмография
Режиссёр
- 1932 — XV Октябрь
- 1933 — Есть в полёт!
- 1933 — Спартакиада командиров
- 1933 — Сто тысяч маек / Физкультурный парад в Москве
- 1934 — Высота 22000 метров
- 1934 — Эрнст Тельман
- 1935 — VII Всесоюзный съезд Советов (Речь В. М. Молотова на VII съезде Советов)
- 1935 — VII Всесоюзный съезд Советов (спецвыпуск № 2)
- 1935 — Баку
- 1935 — Метод Алексея Стаханова
- 1940 — Опыты по оживлению организма
- 1941 — Раневой сепсис
- 1941 — Травматический шок
- 1954 — Кристаллы
- 1956 — И. М. Сеченов
- 1957 — За жизнь обречённых
- 1959 — Цветы мира камней

Сценарист
- 1954 — Кристаллы (совместно с О. Писаржевским)
- 1959 — Цветы мира камней (совместно с О. Писаржевским)

## Награды и премии
- Сталинская премия второй степени (1951) — за участие в создании киножурнала «Наука и техника» (№ 1—12, 1950)[1];
- заслуженный деятель искусств РСФСР (1959)[1];
- Ломоносовская премия — за фильм «Жизнь обречённых» (1957)[2];
- нагрудный значок «Отличник кинематографии СССР» (7 ноября 1964)[4].